# Сражение у Неервиндена (1693)
Сражение у Неервиндена или у Ландена (фр. bataille de Neerwinden ou de Landen) — сражение, состоявшееся 29 июля 1693 года во время войны Аугсбургской лиги между французской армией маршала Люксембурга и англо-нидерландской армией под командованием принца Вильгельма Оранского. Сражение окончилось победой французов.

## История

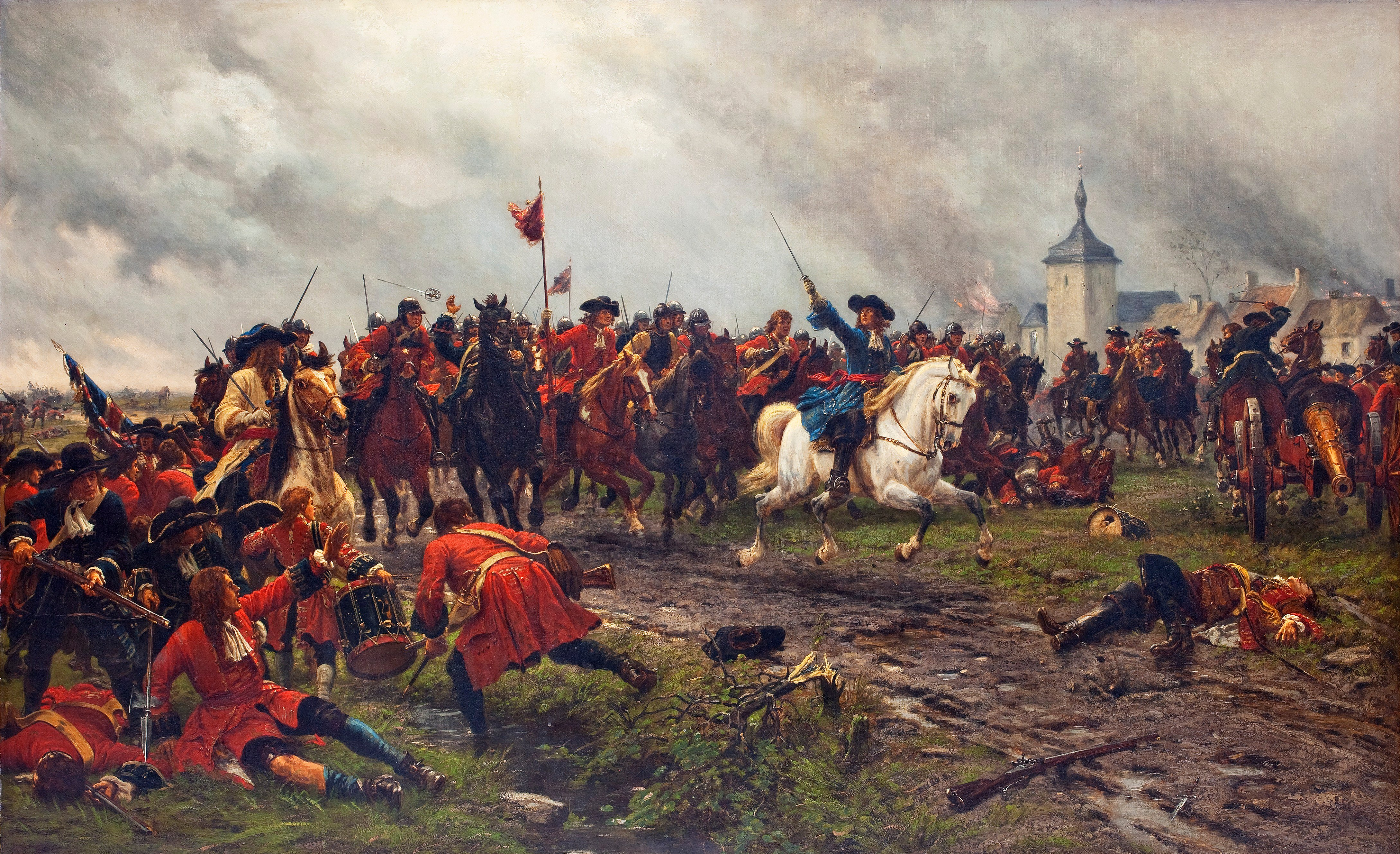
«Вильгельм III Оранский в битве при Неервиндене». Худ. Эрнест Крофтс

В начале лета армия принца Вильгельма Оранского стояла около Лувена, имея базой Брюссель. Когда недавно прибывший с Пиренеев герцог де Ноайль начал наступление восточнее, на Льеж, то Вильгельм немедленно отреагировал, выслав за ним 20-тысячный отряд (13 батальонов и 25 эскадронов) под командованием вюртембергского принца. Теперь французский маршал имел превосходство в силах и не преминул атаковать ослабленного противника. Сражение произошло 29 июля около Неервиндена. Принц Оранский (около 50 тысяч: 58 батальонов, 117 эскадронов и 80 орудий) успел компенсировать некоторую слабость армии усилением своей позиции на плато Сен-Круа, прикрываемой с флангов ручьями, трехкилометровой линией полевых укреплений по фронту — от селения Неервинден на правом фланге до селений Ротсдорф и Неерланден, упиравшихся в Ланденский ручей, налево. Правый фланг составляли баварцы во главе со своим курфюрстом, ганноверцы и бранденбуржцы обороняли усиленное частым палисадом селение Леер левее баварцев, в резерве было оставлено три английских батальона.
Плохая погода и неудачно организованное движение колонн не позволили французам захватить противника врасплох, что дало принцу Оранскому возможность успеть закончить сооружение полевых укреплений и отправить в глубокий тыл. Только 28 июля французская армия подошла к Ландену; маршал Люксембург, обозрев позиции противника, принял решение нанести главный удар по правому флангу, на остальных участках ограничившись демонстративными действиями. Для подобного ведения сражения Люксембург располагал достаточными силами: почти вдвое большим количеством пехоты (96 батальонов), 102 эскадронами кавалерии и 70 орудиями — всего порядка 80 тысяч. Нанесение главного удара поручалось генералу Рюботелю, чьим 32 батальонам пехоты при поддержке 4 драгунских эскадронов предстояло овладеть Неервинденом и Леером; 35 эскадронов маршала Жуайеза составляли вторую линию, ещё 16 эскадронов — резерв. 25 батальонам генерала Конти предстояло атаковать Румсдорф и тем отвлечь левофланговую пехоту противника; 16 эскадронов генерала Келю, форсировавших ручей, должны были беспокоить союзников в районе Неерландена. Наконец, многочисленная артиллерия в центре назначалась для разрушения полевых укреплений противника, а позади этих батарей располагался мощный резерв французской армии, построенный в восемь линий (шесть кавалерийских и две — пехотных): 17 эскадронов королевской гвардии, 11 швейцарских и гвардейских батальонов и пехотная бригада Гиша, а позади них — остальные французские части.
Несмотря на отсутствие превосходства в кавалерии, Люксембург использовал её более чем успешно. 29 батальонов Рюботеля (три следовали позади, в качестве резерва), имея конных драгун слева и неся значительные потери от артиллерийского огня противника, дважды атаковали Неервинден — пехота выбила противника из Леера, а драгуны обошли селение стороной. Маршал Жуайез ожидал исхода боя за Неервинден, дабы ввести в бой 35 своих эскадронов, однако брошенные принцем Оранским в схватку свежие батальоны заставили французов в беспорядке отойти. Люксембург отдал приказ о новой атаке, поддержав Рюботеля двумя пехотными бригадами, бросившимися в атаку по обе стороны Обервиндена. На других участках успех также не сопутствовал французам: Келю захватил Неерланден, однако выйти из селения для дальнейшего наступления так и не смог; Конти вопреки распоряжению командующего бросил свои батальоны на Румсдорф, захватил его и продвинул дальше, но был отброшен от укреплений с большим уроном обратно в селение. В итоге этих действий правое крыло французской армии пришло в такое расстройство, что только личное появление маршала Люксембурга позволило привести полки в порядок.
Затем Люксембург ринулся на противоположный, левый фланг, где также возникли проблемы. Маршал своим авторитетом заставил сомневающихся в успехе продолжить натиск. Тем временем генерал Фекьер с 27 эскадронами, обойдя Румерсдорф левее и прихватив с собой несколько встреченных по пути пехотных батальонов Конти, вскарабкался на плато. Одновременно с этим был серьёзно усилен натиск на Неервинден: гвардия и швейцарцы, поддержанные гвардейской кавалерией и 20 эскадронами Филиппа, герцога Шартрского (будущего Филиппа Орлеанского), атаковали селение с фланга (еще 13 батальонов из резерва шли на Неервинден фронтально), позволив уставшим батальонам Робютеля отойти во вторую линию; к этой ударной группировке вскоре присоединились и эскадроны Жуайеза. Заметивший эту опасную концентрацию французских войск принц Оранский перебросил с левого фланга на правый кавалерию и усилил участок Неервиндена пехотой из центра (оставив там несколько батальонов).

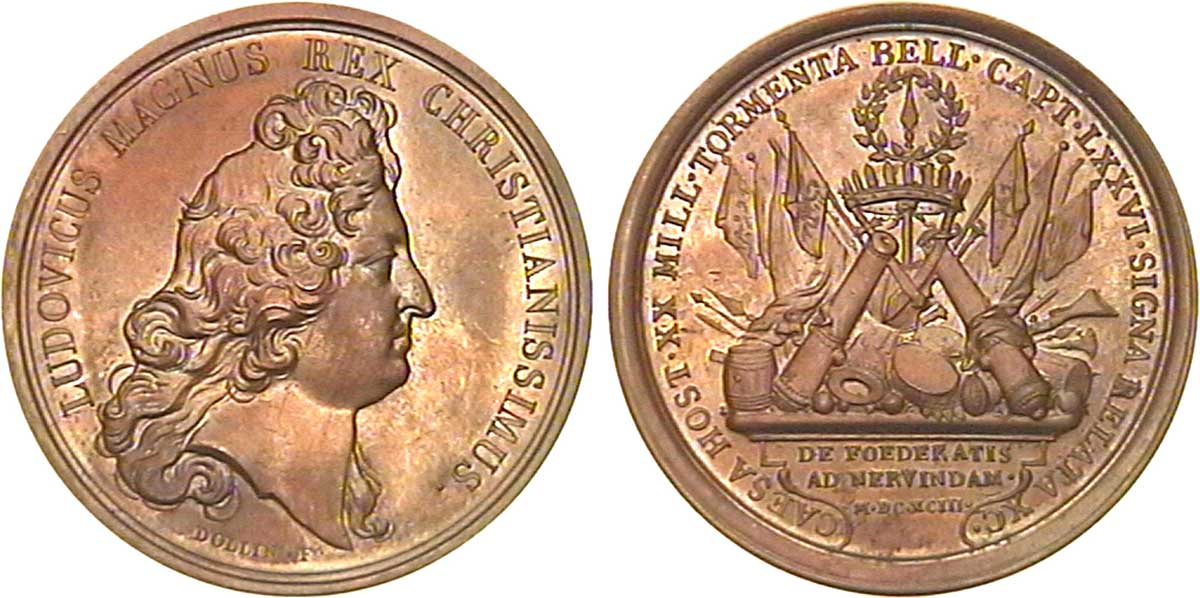
Памятная медаль

Фекьер бросил свои эскадроны и батальоны на окопы центра союзников. Им уже было замечено, что противник так и не успел достроить один участок укреплений: шедшая впереди атаки пехота растащила повозки, прикрывавшие брешь, и туда ринулась французская кавалерия. Тем временем Рюботель на левом фланге перешел в уже третью атаку — его пехота захватила и Леер, и Неервинден. Гвардия и швейцарцы, атаковавшие Неервинден с фланга, метким огнём отразили попытку кавалерии противника контратаковать победоносную пехоту Рюботеля, и заставили эскадроны союзников ретироваться. Пехота армии принца Оранского начала отход, который должна была прикрывать кавалерия, однако последняя в панике бежала. Сражение окончилось; французская кавалерия настойчиво преследовала бегущего противника, истребляя голландских и баварских пехотинцев целыми батальонами. Отступление окончательно превратилось в бегство на берегах Гееты — мостов не хватало, рискнувшие достичь другого берега вплавь тонули, в относительном порядке сумели отойти только части левого крыла союзников (9 батальонов и 15 эскадронов).